# 水野江莉花
水野 江莉花（みずの えりか 1973年11月24日- ）は、日本のミュージカル女優、ダンサーである。中村JAPANドラマティックカンパニーに所属している。身長・168cm、右利き、血液型・O型。

## 人物・来歴
大阪市阿倍野区生まれ、神奈川県立港北高等学校卒業。
大地真央主演作品他、東宝ミュージカルに数多く出演する。2003年 - 2005年にはケイダッシュステージプロデュース、中村龍史演出によるミュージカル集団「東京メッツ」に参加、メンバーに与えられる背番号は『18』番であった。
2008年からは、中村により旗揚げされた「JAPANドラマティックカンパニー」に加わり、各公演へ出演。2011年4月にはボーカル・ダンスユニット「CHANCE」での活動も開始している。また、2008年に元東京メッツの鈴木里沙、美妃、良田麻美とともにミュージカルユニット「鈴妃野田」（すずひのだ）を結成、不定期にライヴ公演を行っている。（ユニット名は各メンバーの一文字をとったもの。）
演技活動の他、後進の指導も行っており、劇団東俳において講師（ダンス）を務めている。

## 主な出演

### 舞台
- 東宝ミュージカル他
  - アイリーン（1998年5月、日生劇場）
  - マイフェアレディ（1999年3月、帝国劇場）
  - カルメン（1999年10月－11月、青山劇場）
  - ローマの休日（2000年3月、帝国劇場）
  - 小堺クンのおすましでSHOW（16回2000年8月、22回2007年8月 他、シアターアプル）
  - ボーダレス（2002年2月、博品館劇場・近鉄劇場）
  - 検察側の証人（2002年9月、ル・テアトル銀座）
  - お熱い夜はいかが？（2002年12月、シアターVアカサカ）
  - スター誕生（2004年3月－4月、青山劇場・主催：日本音楽事業者協会）
  - ウエストサイドストーリー（2004年7月－2005年1月、青山劇場他）
  - アメージング（2005年6月、アートスフィア ）
  - REDSHOES BLACKSTOCKINGS（2005年12月、ル・テアトル銀座）
  - チャルダーシュの女王（2008年5月、東京オペラシティコンサートホール）
  - 蒼の残光（2008年12月、シアターサンモール）
  - アラハン〜ARAHAN〜（2010年11月、シアターサンモール）
  - ラ・カージュ・オ・フォール（青山劇場）
  - オズの魔法使い（新宿コマ劇場）
  - サウンド・オブ・ミュージック（帝国劇場）
  - スカーレット（帝国劇場）
  - アニーよ銃をとれ（新宿コマ劇場）
  - エニシングゴーズ（青山劇場）
- 東京メッツ
  - 東京メッツ（2003年2月 - 3月）
  - 東京メッツ in 東京コメディフェスティバル（2003年5月）
  - 東京メッツ 夏公演 as WEST COAST TEAM（2003年8月）
  - ポルノグラフティ 6th ライヴサーキット“74ers”（2003年12月－2004年1月）
  - 京メッツ vol.5公演（2004年2月）
  - 東京メッツ vol.6東京プリンスホテル公演（2004年5月）
  - 東京メッツ vol.8東京プリンスホテル公演（2004年8月）
  - 東京メッツ vol.9大阪・松竹座公演（2004年9月）
  - 東京メッツ 1st Live（2004年10月）
  - 東京メッツ オンステージ@第26回渋谷パラダイス（2004年10月）
  - 東京メッツ 2nd Live（2004年11月）
  - ミュージックステーSPスーパーライブ2004（2004年12月）
  - 東京メッツ 3rd Live（2004年12月）
- 中村JAPAN ドラマティックカンパニー
  - マッスルピック－筋肉の祭典－（2008年7月、天王洲銀河劇場）
  - マッスルピック－筋肉の祭典－ジャパンツアー（2008年6月－11月、函館市民会館他）
  - マッスルマッスル2009アヴァンギャルド（2009年4月－6月、新宿村LIVE）
  - マッスル八犬伝－誕生－（2009年8月、全労済ホールスペース・ゼロ）
  - シェイクスピアレヴュー－笑いすぎたハムレット－（2009年12月博品館劇場）
  - 真夏の大運動会（2010年7月－8月、シアタークリエ）
  - 筋肉伝説－マッスル・レジェンド－（第1回したまち演劇祭・2010年9月、小島アートプラザ）
  - キーマン－けんばん君物語－（7月、中目黒キケロシアター）
  - 筋肉伝説－マッスル・レジェンド－（第2回したまち演劇祭・2011年8月、不忍池水上音楽堂）
  - 筋肉伝説 in Jakarta－絆－(ジャカルタ日本祭り・2011年9月、タマン・イスマイル・マルズキ劇場)
- CHANCE
  - CHANCE Live Performance（2011年4月、マウントレーニアホール渋谷）
  - CHANCE Live Performance Vol.2（2011年6月、マウントレーニアホール渋谷）
  - CHANCE Live Performance Vol.3（2011年8月、マウントレーニアホール渋谷）
  - CHANCE Live Performance Vol.4（2011年10月、マウントレーニアホール渋谷）

### 映画
- 無頼平野（1995年5月29日公開、ビターズ・エンド）
- 劇場版 仮面ライダー電王 俺、誕生!（2007年8月4日公開、東映）リュウタロスダンサーズ
- いつも二人（2008年4月7日公開、愛川企画）

### テレビドラマ
- 弁護士芸者のお座敷事件簿3（1998年9月7日、TBS）
- 仮面ライダー電王（2007年1月－2008年1月、テレビ朝日）
- 真夜中のマーチ（2007年3月21日、WOWOW）

### CM
- 佐藤製薬「ユンケル黄帝液」
- アップルオートネットワーク「中古車のアップル」
- すこやか食品「コエンザイムQ10」
- 日本宝くじ協会「ドリームジャンボ宝くじ」